# Heinrich d’Elvert

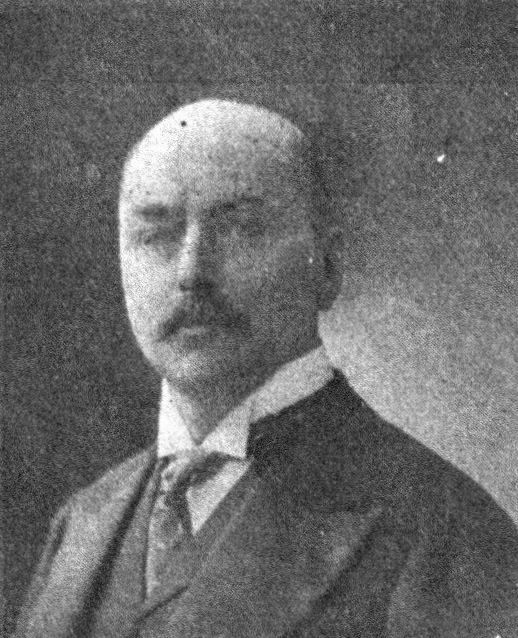
Heinrich d’Elvert (ca. 1907)

Heinrich Freiherr d’Elvert (* 4. April 1853 in Brünn; † 7. April 1926 in Wien) war ein mährisch-österreichischer Richter und Politiker der Deutschen Fortschrittspartei. Er war von 1897 bis 1918 Abgeordneter zum Reichsrat und 1918/19 Mitglied der Provisorischen Nationalversammlung für Deutschösterreich.

## Familie, Ausbildung und Beruf
Heinrich d’Elvert war ein Sohn des Juristen Friedrich d’Elvert, der Oberstaatsanwalt und ab 1869 Landesgerichtspräsident in Brünn war. Er wurde 1864 mit seiner Familie in den Ritter- und 1875 in den Freiherrenstand erhoben. Sein Onkel Christian d’Elvert war Bürgermeister von Brünn und liberaler Abgeordneter zum Reichsrat. Die Großeltern waren als Aristokraten aus dem Elsass bzw. Wallonien wegen der Französischen Revolution ins Habsburgerreich geflohen. 
Nach dem Besuch des Gymnasiums in Brünn studierte Heinrich d’Elvert von 1870 bis 1874 Rechtswissenschaften in Graz und Wien. Während seines Studiums wurde er 1870 Mitglied der Burschenschaft Stiria Graz. Nach seinem Studium begann er eine Laufbahn im Justizdienst, zunächst als Auskultant bzw. Adjunkt am Landesgericht Brünn und Kreisgericht Olmütz, 1889 wurde er Ratssekretärs-Adjunkt und 1892 Ratssekretär am Oberlandesgericht Brünn, 1893 Landesgerichtsrat und 1900 Oberlandesgerichtsrat in Brünn (bis 1905). Nach seinem Ausscheiden aus dem Gerichtsdienst wurde ihm 1906 der Titel Hofrat verliehen.
D’Elvert heiratete 1877 Leopoldine Ulrich, die Tochter des Advokaten und mährischen Landtagsabgeordneten Eduard Ulrich, einem früheren Mitglied der Frankfurter Nationalversammlung. Das Paar bekam zwei Söhne.

## Politische Karriere
Von 1895 bis 1908 gehörte d’Elvert der Gemeindevertretung von Brünn und von 1896 bis 1918 dem Mährischen Landtag an. Als Vertreter der Stadt Brünn wurde er 1897 ins Abgeordnetenhaus des österreichischen Reichsrates gewählt. Dort schloss er sich dem Parlamentsklub der Deutschen Fortschrittspartei an, deren mährischer Landesorganisation er bis 1912 als Obmann vorstand. Nach der Wahlrechtsreform von 1907 war d’Elvert Abgeordneter des 2. deutschsprachigen Wahlbezirks von Mähren, der den 2. Gemeindebezirk von Brünn sowie eine Reihe damals noch selbstständiger Vororte umfasste, die heute Stadtteile von Brünn sind.
Die Abgeordneten der Deutschen Fortschrittspartei schlossen sich 1908 mit den deutschnationalen Parteien (Deutsche Volkspartei, Deutsche Agrarpartei, Deutschradikale Partei) zum Nationalverband der deutschfreiheitlichen Abgeordneten zusammen, der sich 1910 in Deutscher Nationalverband umbenannte. Nach dessen Auflösung im Oktober 1917 war d’Elvert Klubobmann-Stellvertreter der Deutschnationalen Vereinigung, die im Juli 1918 mit der Deutschnationalen Partei fusionierte. Zudem war er einer der drei Obmänner des im November 1917 gegründeten Sudetenländischen Verbandes im Abgeordnetenhaus. Nach dem Zerfall der Habsburgermonarchie war d’Elvert von Oktober 1918 bis Februar 1919 Mitglied der Provisorischen Nationalversammlung für Deutschösterreich. Anders als von dieser beschlossen, wurden die mehrheitlich deutschsprachigen Gebiete Mährens und Böhmens, darunter d’Elverts Heimatstadt Brünn, aber kein Teil einer deutschösterreichischen Republik, sondern durch den Vertrag von Saint-Germain der Tschechoslowakei zugeordnet.
Heinrich d’Elvert wurde 1912 zum Ehrenbürger von Brünn ernannt.